# Möckelsnäs naturreservat
Möckelsnäs är ett naturreservat i Älmhults kommun i Kronobergs län.
Reservatet är skyddat sedan 2014 och omfattar drygt 13 hektar. Det är beläget 2 kilometer sydväst om Stenbrohults kyrka, strax söder om Möckelsnäs herrgård. Det är ett lövskogsområde där ek är det dominerande trädslaget.
Tillsammans med naturreservatet Kronan utgör området den yttersta delen av en halvö i sjön Möckeln. Naturreservatet Möckelsnäs består av två delområden som båda utgörs av lövskog som är det som utmärker området. De gamla träden är hemvist för sällsynta kryptogamer och skalbaggar. Utöver ädellövskogen finns det strandskog med al, björk, asp och vide.
Ovanliga arter som hårklomossa och ekbrunbagge förekommer i reservatet.